# Acacia ascendens
Acacia ascendens är en ärtväxtart som beskrevs av Bruce R. Maslin. Acacia ascendens ingår i släktet akacior, och familjen ärtväxter. Inga underarter finns listade i Catalogue of Life.